# Тебриз
Тебр́из, Тавриз (перс. تبریز, трансліт. Табріз; вірм. Թաւրիզ, трансліт. Тавріс; азерб. تبریز, трансліт. Тебріз) — місто, адміністративний центр остану (провінції) Східний Азербайджан, Іран, одна з історичних столиць Ірану. Найбільше місто іранського Азербайджану з населенням 1 733 033 мешканців.

## Географія

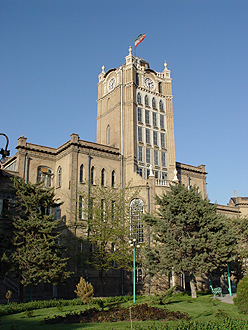
Будівля міського управління

Розташований у долині річки Курі між довгим пасмом вулканічних конусів Сехенд і Ейналі, місто розташовано на 1350—1600 метрах над рівнем моря. Долина відкривається на рівнину яка поволі спускається до східних берегів озера Урмія, що розташовано в 60 кілометрах на захід. Має холодну зиму і помірне літо, місто вважається літнім курортом.

## Клімат
Тебриз знаходиться в перехідній між середземноморським та тропічним кліматом степовій зоні, котра характеризується посушливим кліматом. Найтепліший місяць — липень із середньою температурою 26,7 °C (80 °F). Найхолодніший місяць — січень, із середньою температурою -2,8 °С (27 °F).
| Клімат Тебриза          | Клімат Тебриза | Клімат Тебриза | Клімат Тебриза | Клімат Тебриза | Клімат Тебриза | Клімат Тебриза | Клімат Тебриза | Клімат Тебриза | Клімат Тебриза | Клімат Тебриза | Клімат Тебриза | Клімат Тебриза | Клімат Тебриза |
| Показник                | Січ.           | Лют.           | Бер.           | Квіт.          | Трав.          | Черв.          | Лип.           | Серп.          | Вер.           | Жовт.          | Лист.          | Груд.          | Рік            |
| Абсолютний максимум, °C | 12             | 17             | 22             | 27             | 33             | 38             | 38             | 40             | 35             | 28             | 26             | 17             | 40             |
| Середній максимум, °C   | 0              | 2              | 8              | 16             | 21             | 27             | 31             | 31             | 26             | 19             | 10             | 3              | 17             |
| Середня температура, °C | −2             | 0              | 5              | 11             | 16             | 22             | 26             | 26             | 21             | 15             | 7              | 1              | 12             |
| Середній мінімум, °C    | −6             | −3             | 1              | 7              | 11             | 17             | 21             | 21             | 16             | 10             | 2              | −1             | 8              |
| Абсолютний мінімум, °C  | −16            | −17            | −11            | −2             | 0              | 7              | 12             | 10             | 0              | −2             | −8             | −15            | −17            |
| Норма опадів, мм        | 20             | 20             | 60             | 60             | 40             | 20             | 0              | 0              | 10             | 30             | 20             | 30             | 360            |
| ----------------------- | -------------- | -------------- | -------------- | -------------- | -------------- | -------------- | -------------- | -------------- | -------------- | -------------- | -------------- | -------------- | -------------- |
| Джерело: Weatherbase    |                |                |                |                |                |                |                |                |                |                |                |                |                |

## Етимологія
Відповідно до деяких джерел, включаючи Енциклопедію Британіку, назва Тебриз походить від «tap-riz» («потік, що заподіює тепло» — іранськими мовами), через велику кількість термальних джерел у цьому регіоні. Інші джерела стверджують, що в 246 році н. е., щоб помститися за смерть свого брата, короля Вірменії Хосрова І перемогли Арташира І Сасанідської Імперії і змінили назву міста з Шахістана на Тебриз (Tauris), що випливає з «ta-vrezh» («ця помста» — від старовірменської мови Грабар). В 297 році н. е., він став столицею Трдата III, царя Вірменії.

## Транспорт
З авіаційного транспорту місто обслуговує Тебризький аеропорт
Тебризький метрополітен має довжину 7 км та 6 станцій.
Від залізничної станції Тебриз прямують залізниці:
- Ван — Тебриз
- Тегеран — Тебриз
- Тебриз — Джульфа[de]

## Відомі уродженці міста
- Ахмад Шах Каджар — останній шахиншах Ірану з династії Каджарів.
- Алі Акбар Остад-Асаді — іранський футболіст.
- Кизил Арслан Ільдегізід — 10-й султан Іраку.
- Карім Багері — іранський футболіст, тренер.
- Іван Галамян — вірмено-американський скрипаль та музичний педагог.
- Парвін Етесамі (1907—1941) — іранська поетеса.
- Хосейн Садахьяні — іранський футболіст.
- Хасан I — джалаїрський правитель Іраку, Азербайджану й частини Ірану.
- Расул Хатібі — іранський футболіст.

## Міста-побратими
- Баку  Азербайджан
- Стамбул  Туреччина
- Ізмір  Туреччина
- Конья  Туреччина
- Казань  Татарстан
- Відень  Австрія
- Ухань  КНР
- Хошимін  В'єтнам